# 古典好莱坞电影

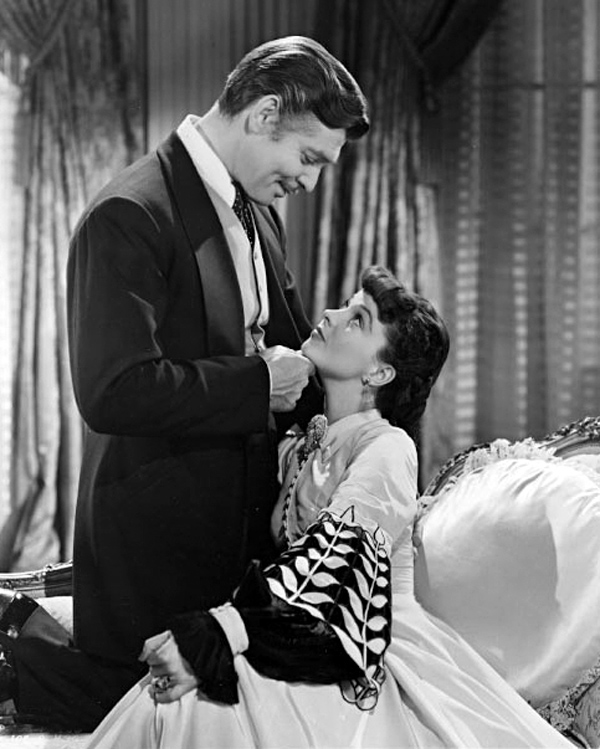
克拉克·盖博和费雯丽在《乱世佳人》中，当时票房最高的电影。

古典好莱坞电影，是电影史所用的术语，指美国电影业在1910年至1969年间制作电影所用的视觉和声音风格。这段时期也经常被称为“好莱坞的黄金时代”。这一时期出现的有代表性的电影风格被称作古典好莱坞风格。
经典风格从根本上是基于连贯剪辑系统，亦称“无形”风格（"invisible" style），即摄像机和背景音乐不应该引起观众对它们本身的注意。

## 歷史
幾千年來，敘事藝術的唯一視覺標準就是戲劇。自1890年代中後期第一部敘事電影問世以來，電影製作人一直致力於在電影銀幕上捕捉現場戲劇的力量。這些電影製作人大多是19世紀末舞台上的導演，同樣，大多數電影演員也都出身於雜耍劇（例如馬克思兄弟）或戲劇情節劇。從視覺上看，早期的敘事電影很少改編自舞台劇，其敘事也很少改編自雜耍劇和情節劇。在被稱為“古典連續性”的視覺風格出現之前，場景都是以全景拍攝的，並使用精心編排的舞台來描繪情節和人物關係。編輯技術極為有限，並且主要包括物體上書寫的特寫鏡頭，以便於辨認。
儘管缺乏舞台所固有的真實感，但電影（與舞台不同）提供了操縱表觀時間和空間的自由，從而創造了現實主義的幻覺——即時間的線性和空間的連續性。到了1910年代初，當「失落的一代」逐漸成年時，電影製作開始發揮其藝術潛力。在瑞典和丹麥，這段時期後來被稱為電影的「黃金時代」；在美國，這種藝術變革歸功於D·W·格里菲斯等電影製作人最終打破了愛迪生托拉斯的控制，使電影擺脫了製造業的壟斷。
世界各地的電影開始明顯採用經典好萊塢電影中的視覺和敘事元素。1913年對電影媒體來說是碩果累累的一年，來自多個國家的先鋒導演製作了《母愛之心》（D·W·格里菲斯執導）、《英格博格·霍爾姆》（維克多·斯約史特洛姆執導）和《巴黎的孩子》（萊昂斯·佩雷執導）等影片，為電影作為一種敘事形式樹立了新標準。這也是葉甫蓋尼·鮑爾（喬治·薩杜爾所說的第一位真正的電影藝術家）開始他短暫但多產的職業生涯的一年。

## 黃金時代
有聲電影時代的開始本身的定義就比較模糊。對某些人來說，這一切始於1927年上映的《爵士歌手》，當時正值戰間一代成年之際，隨著聲音被引入長片，電影的票房收入也隨之增加。對其他人來說，這個時代始於1929年，當時無聲電影時代徹底結束。從1920年代末到60年代，大多數好萊塢電影都嚴格遵循一種類型—西部片、喜劇片、音樂劇片、動畫片和傳記片—而且相同的創作團隊經常在同一家製片廠製作的電影上工作。例如，塞德里克·吉本森和赫伯特·斯托特哈特(Herbert Stothart) 一直在米高梅電影公司工作；艾佛瑞·紐曼在二十世紀影業工作了二十年；塞西爾·德米爾的電影幾乎都是在派拉蒙影業製作的；導演亨利·金的電影大多是為二十世紀影業製作的電影。同樣，演員也大多是合約演員。電影歷史學家指出，電影花了大約十年的時間才適應聲音並恢復到無聲電影的藝術品質水平，直到1930年代末最偉大的一代成年時才做到這一點。
這段時期出現的許多偉大的電影作品都是高度規範的電影製作。之所以會出現這種情況，是因為儘管製作瞭如此多的電影，但並不是每部電影都必須大獲成功。電影公司可以冒險拍攝一部具有良好劇本和相對不知名演員的中等預算的電影。 《大國民》（1941年）就是這種情況，該片由奧森·威爾斯執導，被認為是有史以來最偉大的電影之一。其他意志堅定的導演，如霍華德·霍克斯、亞弗列·希治閣和弗蘭克·卡普拉為了實現自己的藝術夢想而與電影公司展開鬥爭。製片廠製的頂峰可能是1939年，這一年上映了《綠野仙蹤》、《亂世佳人》、《鐘樓怪人》、《驛馬車》、《史密斯遊美京》、《妮娜琦珈》、《林肯傳》、《萬世流芳》（Beau Geste）、《萬世師表》（Goodbye, Mr. Chips）、《古廟戰茄聲》（Gunga Din）、《咆哮山莊》等經典電影。